# Pedro María Aso
Pedro María Aso Isaza (San Antonio de los Altos, Venezuela, 23 de diciembre de 1949) es un biólogo venezolano egresado de la Universidad Central de Venezuela (UCV) en 1974. Fue rector de la Universidad Simón Bolívar (USB) entre 2001 y 2005.

## Carrera
Aso Isaza cuenta con una maestría en inmunonlogía en el IVIC y PhD en la University of Illinois, Profesor investigador del Departamento de Biología Celular de la Universidad Simón Bolívar desde 1977, desempeñando cargos de jefe de Sección de Biología Celular, jefe del Departamento de Biología Celular, miembro de la Comisión Evaluadora de Credenciales del Departamento de Biología Celular, representante de los profesores ante el Consejo de División de Ciencias Biológicas y ante el Consejo Académico, Director principal de la Junta Directiva Universitaria desde 2003 a 2005, jefe de Sección Bioterio, Laboratorio B, Director de la División de Ciencias Biológicas entre 1991-1994 y Secretario de la USB entre 1994-1997.
Recibió el título de profesor emérito de la Universidad Simón Bolívar en acto celebrado en el paraninfo de la USB el 11 de diciembre de 2014. El vigésimo profesor uesebista en recibir este reconocimiento, gracias a su labor desplegada durante más de 37 años de carrera científica.

## Líneas de investigación
- Respuesta inmune de bovinos y equinos a hemoparásitos.
- desarrollo métodos de diagnóstico inmunológicos y moleculares a hemoparásitos.
- 30 tesis de pregrado (1 de especialización, 9 de maestría y 9 de doctorado).
- 5 capítulos de libros.
- 8 monografías.
- 32 artículos en revistas arbitradas.
- 6 artículos en congresos.
- 168 presentaciones en congresos nacionales e internacionales.

## Rector de la Universidad Simón Bolívar
Acompañado de los profesores José Luis Palacios como Vicerrector Académico, Benjamín Scharifker como Vicerrector Administrativo, y José Manuel Aller como Secretario, genera junto a ellos un plan de gestión consensuado, entre cuyas propuestas está el Proyecto Educativo de la Sede del Litoral, la creación de la Asamblea Universitaria, la aprobación del Reglamento Autonómico, la creación del Decanato de Extensión y las bases para la creación de la Oficina del Oidor Académico.